# Езовня
Езовня — река в Смоленской области России.
Протекает в юго-западном направлении по территории Новодугинского района. Впадает в реку Слую в 0,4 км от её устья по левому берегу. Длина реки составляет 11 км. Вдоль течения реки расположены населённые пункты Извековского сельского поселения — деревни Поповка и Тюхово.

## Данные водного реестра
По данным государственного водного реестра России относится к Верхневолжскому бассейновому округу, водохозяйственный участок реки — Вазуза от истока до Зубцовского гидроузла, без реки Яуза до Кармановского гидроузла, речной подбассейн реки — бассейны притоков (Верхней) Волги до Рыбинского водохранилища. Речной бассейн реки — (Верхняя) Волга до Куйбышевского водохранилища (без бассейна Оки).
Код объекта в государственном водном реестре — 08010100312110000000947.